# Exogone longicirris
Exogone longicirris är en ringmaskart som först beskrevs av Webster och Benedict 1844.  Exogone longicirris ingår i släktet Exogone och familjen Syllidae. Arten är reproducerande i Sverige. Inga underarter finns listade i Catalogue of Life.